# تصوير البنكرياس والأقنية الصفراوية بالتنظير الباطني بالطريق الراجع

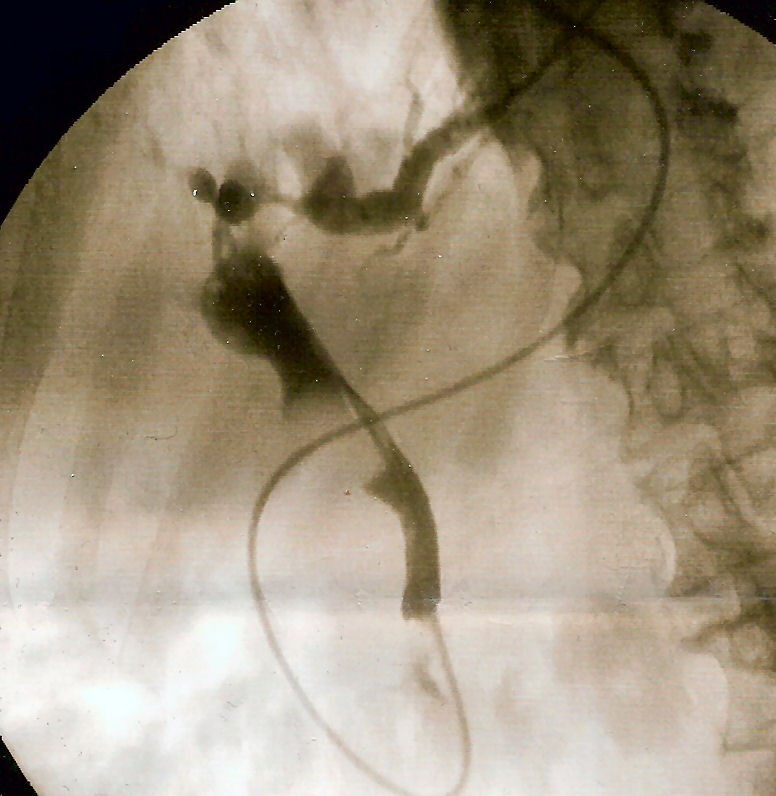
1.	صوره التَّنْظيرِ التَّأَلُّقِيّ للقناه الصفراء اثناء التنظير الباطني بالطريق الراجع الحصوه موجوده نهايه القناة الصفراويه المشتركة ثم ادخال انبوب من الانف حتى القناة الصفراوية

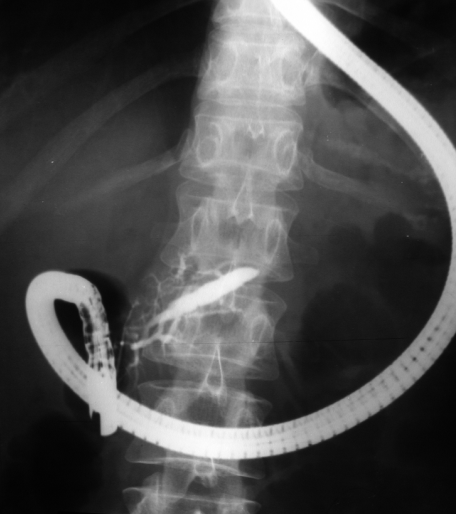
2.	وره التَّنْظيرِ التَّأَلُّقِيّ تظهر توسع في القناة الصفراء اثناء التنظير الباطني بالطريق الراجع.المنظار ظاهر في الصورة.

تصوير البنكرياس والأقنية الصفراوية بالتنظير الباطني بالطريق الراجع (Endoscopic retrograde cholangiopancreatography) (ERCP) هو الاسلوب الذي يجمع بين استخدام التنظير الداخلي والتنظير التألقي لتشخيص وعلاج بعض مشاكل جهاز القنوات الصفراوية والقنوات المعثكلية. من خلال المنظار يمكن للطبيب مشاهدة داخل الإثني عشر والمعدة وحقن الأصباغ في شجرة القنوات المرارية والبنكرياسية بحيث يمكن مشاهدتها بالأشعة السينية.
تستخدم أساسا هذه التقنية لتشخيص وعلاج اٍصابات القناة الصفراوية ، بما في ذلك الحصاة الصفراوية، الاٍتهابات (الندب)، التسريبات (من الجروح والجراحة) والسرطان. يمكن اٍستخدام هذه الطريقة لأغراض تشخيصية وعلاجية. على الرغم من تقدم تقنيات التشخيص الآمنة والغير بضعية (غير جراحية) مثل تصوير البنكرياس بالرنين المغناطيسي والتنظير الباطني فائق الصوت اٍلا أن تصوير البنكرياس بالتنظير الباطني بالطريق الراجع الآن نادرا ما يستخدم دون قصد العلاج.

## التشخيص
تستخدم هذه التقنية في تشخيص ما يلي:
- يَرَقانٌ انْسِدادِيّ، وقد يكون لأسباب عديدة.
- الْتِهابُ البَنكرِياسِ المُزْمِن، وقداصبحت دواعي استخدامه قضية خلافيه بسبب التوفر الكبير لطرق تشخيصيه أكثر امنا منها؛ التنظير الداخلي فائق الصوت endoscopic ultrasound، والتصوير المقطعي المحوسب عالي الدقة CT، واتصوير بالرنين المغناطيسي MRI/MRCP.
- حَصاةٌ صَفْراوِيَّة مع توسع في القناه الصفراء في التَخْطيطُ الصَّدَى.[2]
- اورام القَناةِ الصَّفْراء.
- اصابة متوقعة للقناه الصفراء اما بسبب صدمه أو سبب ناتج عن خطأ طبيّ.
- اعتلال في وظيفة المَصَرَّةُ الاِثْناعَشَرِيَّة (العَضَلَةُ المَصَرَّةُ للأُمْبُولَةِ الكَبِدِيَّةِ البَنْكِرْياسِيَّة).

اورام البنكرياس لا تعد تمثل سببا لاستخدام تصوير البنكرياس بالتنظير الباطني بالطريق الراجع في التشخيص الا إذا كان السبب هو اليرقان الانسدادي وانسداد القناه الصفراء حيث انّ استخدام التنظير الداخلي فائق الصوت يمثل طريقه آمنه ودقيقه أكثر من التنظير الباطني بالطريق الراجع.

## العلاج
تستخدم هذه التقنية في علاج ايّ مما ورد اعلاه عندما يكون التالي ضروريا:
- بَضْعُ المَصَرَّة التنظيري لكلا المَصَرَّةُ البَنْكرياسِيَّة ومصرّة القناة الصفراوية.
- ازاله الحصوى والحجارة الصفراويه.
- ادخال الدعامة.
- توسيع تضيّق (عند الْتِهابُ الأَقْنِيَةِ الصَّفْراوِيَّةِ المُصَلِّب أو في حالة التضيق ال تَفاغُرِيّ بعد عملية زراعة الكبد، الخ).[3]

## مَوانِعُ الاسْتِعْمَال
- التهاب البنكرياس الحاد (الا في حاله استمرار زياده البِيليروبين الذي يدل على وجود الانسداد).
- عند استئصال سابق للبنكرياس والاثنى عشر.
- اعتلالات التخثر بعد بضع المصرّة.
- احْتِشاءُ عَضَلِ القَلْبِ في فتره زمنيه حديثة.
- عدم توفر دعم جراحي كاف.
- عند وجود حساسية للصبغه المستخدمة.
- صحه المريض لا تتحمل العملية الجراحية.
- وجود مرض قلبي رئوي شديد.

## الإجراءات
يتم تخدير المريض ثم يتم ادخال ناظور مرن عبر الفم ثم المريء ثم المعدة ثم البواب وصولا للاثنا عشر حيث تكمن فتحة القناة الصفراء وقناة البنكرياس، يحاط بفتحة القناة الصفراء مصرّة عضلية.
يُمكن المنظار الطبيب من الرؤية الفورية من خلال الكاميرا الموجودة في المنظار حيث تمكن الطبيب من القيام بعدة اجراءات.
يتم ادخال قنطار داخل القناة الصفراء أو البنكرياسية عبر المصرّة ويتم حقن المواد ضليلة أو عتيمة للاشعه، ثم يتم القيام بتنظير تألقي حتى يتم تحديد موقع الانسداد أو الاختلالات الأخرى.
وفي وقت الحاجة يمكن توسيع العضلة العاصرة من خلال القطع باستخدام سلك مكهرب، وهذه العملية تدعى مبضع المصرّة، حيث يمكن هذا الاجراء الطبيب من سحب الحصوة الصفراوية أو القيام اجراءات أخرى.
وهنالك استخدامات أخرى مرتبطة بالتصوير البنكرياسي بالتنظير الباطني بالطريق الراجع مثل ادخال شبكة داعمة للقناة الصفراء لتسهيل مرور المادة الصفراء أو ادخال سلة أو بالون لازالة الحصوة، وايضا يمكن ادخال مثقب مقنع إلى داخل قناة البنكرياس ثم ادخال الدعامة. يجب تصوير قناة البنكرياس في حالة الانتهاء وفي حالة التهاب البنكرياس يجب مشاهده قناة البنكرياس من الداخل.
وفي حالات معينة يمكن ادخال كاميرا أخرى في نفس مسار الكاميرا الأولى، حيث بتم استخدام المنظار الآخر لتفتيت الحصى من خلال الطريقة الهيدرولوكية الكهربائية أو للمساعدة في التشخيص من خلال التصوير الفوري للقناة بعكس التصوير بالأشعة السينية).
يجب ازالة المرارة جراحيا بعد ازالة الحصوة من القناة.

## المخاطر
أكبر المضاعفات تكمن في التهاب البنكرياس حيث تصيب 5% من الحالات، قد يكون التهاب محدود أو متوسط أو مسبب للوفاة ويتطلب دخول المستشفى، تزداد الخطورة عند المرضى صغار السن، وعند الذين قاموا بالتصوير البنكرياسي بالتنظير الباطني بالطريق الراجع وأصيبوا بالتهاب بنكرياسي، وعند الإناث، وعند الاجراءات التي تتضمن حقن أو ثقب مقنى لقناة البنكرياس وعند اعتلال المصرة.
ثقب الأمعاء يمثل خطرا في أي من عمليات تنظير الجهاز الهضمي وهناك خطورة اضافية عند مضغ المصرة، وبما أن الاثنا عشر يكمن خلف غشاء المصل البطني ويكون الثقب خلف ذلك الغشاء. ومضغ المصرة مرتبط بخطورة أخرى وهي النزيف.
و هناك أيضا خطورة تكمن في استخدام الصبغة الملونة التي تحتوي على مادة اليود، وفي استخدام التخدير حيث يؤدي إلى هبوط حاد في ضغط الدم وتوقف التنفس، والشعور بالغثيان والتقيؤ.من المضاعفات الأخرى النادرة (اقل من 1%) هي مضاعفات القلب والرئة، والتهاب القناه الصفراء. نادرا ما يشكل التصوير البنكرياسي بالتنظير الباطني بالطريق الراجع مضاعفات مميتة.
هنالك بعض الحالات التي تم فيها مضاعفات جراء استخدام ادوات لم يتم تعقيمها بالكامل، مرتبطه بعدوات ناتجه عن بكتيريا مكتسبة من المستشفى مقاومة للمضادت الحيوية.